# Ла Грејнџ (Тексас)
Ла Грејнџ (енгл. La Grange) град је у америчкој савезној држави Тексас. По попису становништва из 2010. у њему је живело 4.641 становника.

## Демографија
Према попису становништва из 2010. у граду је живело 4.641 становника, што је 163 (3,6%) становника више него 2000. године.
| Група             | 2000.         | 2010.         |
| Белци             | 3.009 (67,2%) | 2.660 (57,3%) |
| Афроамериканци    | 464 (10,4%)   | 442 (9,5%)    |
| Азијати           | 31 (0,7%)     | 25 (0,5%)     |
| Хиспаноамериканци | 932 (20,8%)   | 1.445 (31,1%) |
| Укупно            | 4.478         | 4.641         |